# Campioni del Domani 2021
El Campioni del Domani 2021 fue la 48.ª edición de la principal competición juvenil del básquetbol chileno. El campeonato contó con la participación de 12 equipos que participan con sus escuadras sub-19 que se desarrolló del 12 al 20 de septiembre de 2021. Los 12 clubes participantes en esta edición fueron nacionales. El campeonato se realizó en el Gimnasio de Stadio Italiano de la comuna de Las Condes.
Club Providencia se corona campeón por primera vez en su historia de esta competición venciendo en la final a Santiago INBA 74-63.